# Židovská komunita v Přibyslavi

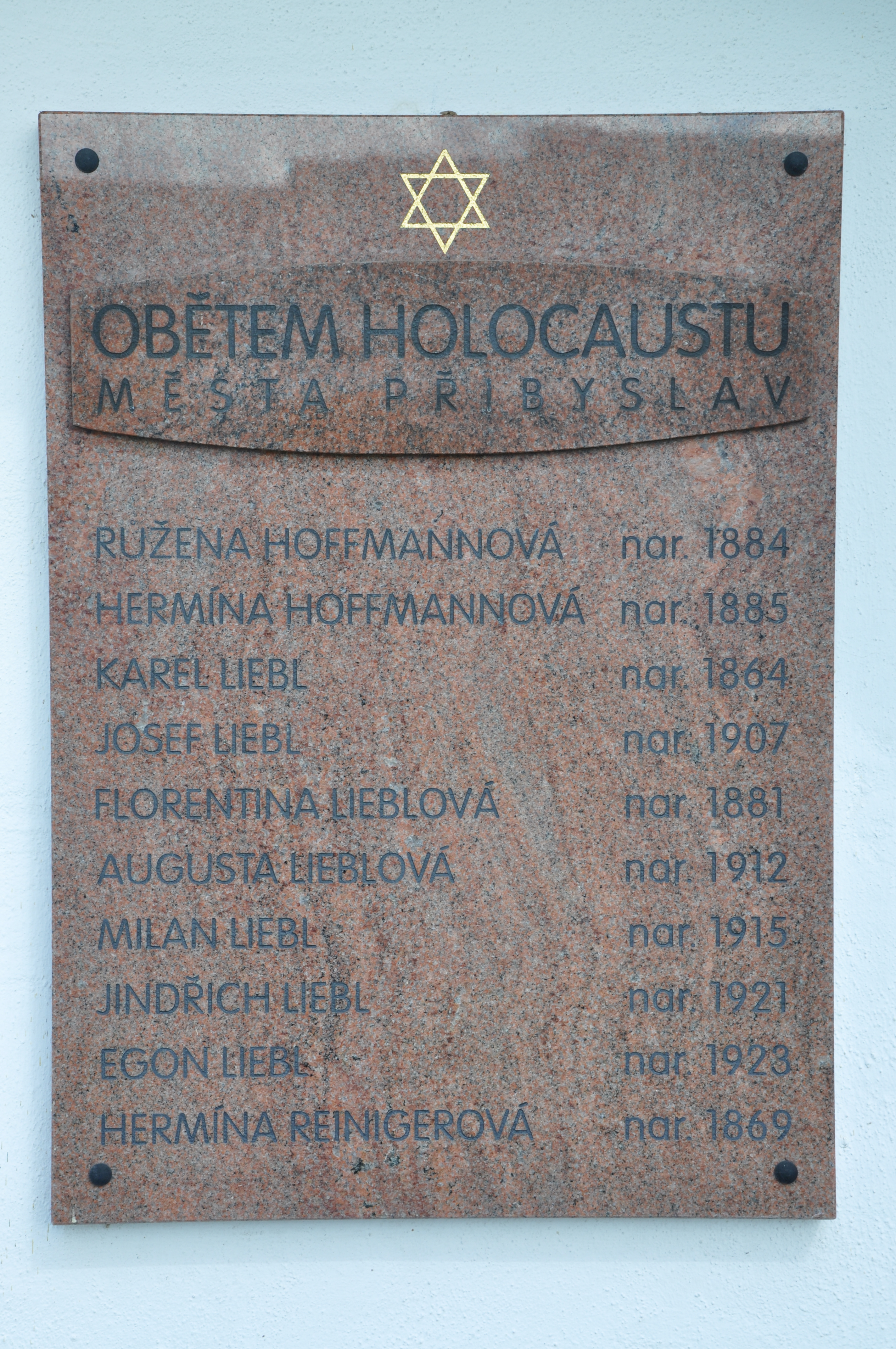
Pamětní deska obětem holocaustu v Přibyslavi.

Židovská komunita v Přibyslavi nebyla příliš početná, žilo zde několik židovských rodin. Od roku 2006 je na nádvoří Městského muzea a knihovny umístěna pamětní deska obětem holokaustu, která připomíná tři místní rodiny vyvražděné nacisty v koncentračních táborech.
Od roku 2014 by měly být u domů patřících původně židovským rodinám Hoffmannových, Reinigerových a Lieblových instalovány stolpersteiny, pamětní kameny nesoucí jejich jména a stručné příběhy. 
Všichni přibyslavští Židé byli za války transportováni do Terezína a poté dál na východ, do Treblinky nebo do Majdanku, kde byli zavražděni.